# Eleutherodactylus tychathrous
Eleutherodactylus tychathrous är en groddjursart som beskrevs av Schwartz 1965. Eleutherodactylus tychathrous ingår i släktet Eleutherodactylus och familjen Eleutherodactylidae. Inga underarter finns listade i Catalogue of Life.